# Christian Ullrich
Christian Friedrich Ullrich (* 27. Oktober 1932 in Duisburg; † 30. Juli 2017 in Hagen) war ein deutscher Naturwissenschaftler, der bis zu seiner Emeritierung geschäftsführender Direktor des Instituts für Umweltforschung der Technischen Universität Dortmund war.

## Leben
Ullrich erlangte nach Schulbesuch in Dinslaken (bis 1945) und Duisburg-Hamborn das Abitur an einem mathematisch-naturwissenschaftlichen Gymnasium. 1959 schloss er sein Studium der Biologie, Chemie und der Bodenkunde mit einer Promotion in der mathematisch-naturwissenschaftlichen Fakultät der Johann Wolfgang Goethe-Universität Frankfurt am Main ab.
Danach schloss sich eine Tätigkeit im Betriebslabor einer Zentralkokerei  an.
Sein weiterer Weg führte ihn nach Hannover an das Niedersächsische Landesamt für Bodenforschung. 1964 wurde er Lehrbeauftragter an der Pädagogischen Hochschule Hagen, im Jahr darauf Dozent und 1966 schließlich ordentlicher Professor an der Pädagogischen Hochschule Ruhr, Abteilung Hagen. Sein Fachgebiet war Didaktik der Biologie.
Bis zu seiner Emeritierung war er im Landesdienst in NRW und zuletzt Leiter des Instituts für Umweltforschung der TU Dortmund. Hervorzuheben ist eine besondere Kompetenz in der Konversionsforschung.
Seit 2006 war er Vorsitzender im Vorstand der Bio-Station (Umweltzentrum) in Hagen, Westfalen. Als sachkundiger Bürger wurde er im Jahr 2014 erneut in den Umweltausschuss der Stadt Hagen gewählt.